# Serixia atritarsis
Serixia atritarsis là một loài bọ cánh cứng trong họ Cerambycidae.